# Campeonato Cearense de Futebol de 2025 - Série B
O Campeonato Cearense de Futebol de 2025 - Série B é a 33.ª edição do torneio, organizado pela Federação Cearense de Futebol, com início previsto para 9 de fevereiro. Será disputada por dez clubes, incluindo os rebaixados da Série A 2024, Atlético Cearense e Caucaia, e os promovidos da Série C 2024, Crato e Quixadá. Os demais clubes são remanescentes da temporada passada.

## Regulamento
Conforme divulgado pela FCF, o campeonato contará com 4 (quatro) fases, sendo elas: Primeira Fase, Segunda Fase, Terceira Fase e Final. Na Primeira Fase os dez clubes serão agrupados em dois grupos (A e B) onde todos se enfrentam em partidas de ida e volta. Ao término dos confrontos, os 1º colocados de cada grupo avançam diretamente para a Terceira Fase e os clubes nas 2ª e 3ª colocações avançam para a Segunda Fase. Os clubes na última colocação de cada grupo estarão rebaixados para a Série C de 2026. Na Segunda Fase os clubes se enfrentarão em partidas de Ida e Volta de acordo com a colocação na fase anterior, ficando o chaveamento da seguinte forma: 2º (A) x 3º (B) e 2º (B) x 3º (A). As equipes vencedoras dos confrontos, respectivamente, enfrentarão os primeiros colocados em partidas de ida e volta na Terceira Fase. Os vencedores dos confrontos se enfrentarão em jogo único para definir o Campeão Cearense da Série B de 2025. Ambos os clubes serão premiados com a promoção à elite estadual de 2026.
Os critérios de empate em ambas as fases são:
1. Maior número de vitórias;
2. Maior saldo de gols;
3. Maior número de gols pró;
4. Menor número de cartões vermelhos recebidos;
5. Menor número de cartões amarelos recebidos;
6. Sorteio.

## Participantes
| Equipe | Cidade            | Em 2024       | Estádio (mando)   | Capacidade | Títulos               |
| --- | ----------------- | ------------- | ----------------- | ---------- | --------------------- |
| Futebol Clube Atlético Cearense | Fortaleza         | 9º (Série A)  | Raimundão         | 7 800      | 1 (1998)              |
| Caucaia Esporte Clube | Caucaia           | 10º (Série A) | Raimundão         | 7 800      | 1 (2019)              |
| Crato Esporte Clube | Crato             | 2º (Série C)  | Mirandão          | 10 000     | 0 (não possui)        |
| Guarani Esporte Clube | Juazeiro do Norte | 5º            | Arena Romeirão    | 17 230     | 2 (2004 e 2006)       |
| Associação Desportiva Recreativa Cultural Icasa                                                                                                 | Juazeiro do Norte | 3º            | Arena Romeirão    | 17 230     | 3 (2003, 2010 e 2020) |
| Itapipoca Esporte Clube | Itapipoca         | 4º            | Perilão           | 10 000     | 2 (2002 e 2013)       |
| Maranguape Futebol Clube | Maranguape        | 7º            | Moraisão          | 5 000      | 0 (não possui)        |
| Quixadá Futebol Clube | Quixadá           | 1º (Série C)  | Abilhão           | 5 000      | 1 (1967)              |
| Associação dos Desportistas de Pacatuba | Pacatuba          | 8º            | Moraisão          | 5 000      | 0 (não possui)        |
| Associação Esportiva Tiradentes | Fortaleza         | 6º            | Presidente Vargas | 20 268     | 2 (1968 e 2015)       |
| Atlético Cearense Caucaia Crato Guarani de Juazeiro Icasa Pacatuba Quixadá Itapipoca Maranguape Tiradentes-CELocalização das equipes do estado. |                   |               |                   |            |                       |

## Primeira Fase

### Grupo A
| Pos | Equipe            | Pts | J | V | E | D | GP | GC | SG  | Classificação            |  | ITA | MAR | CAU | ATC | TIR |
| --- | ----------------- | --- | - | - | - | - | -- | -- | --- | ------------------------ |  | --- | --- | --- | --- | --- |
| 1   | Itapipoca         | 19  | 8 | 6 | 1 | 1 | 15 | 4  | +11 | Semifinal                |  | —   | 1–0 | 4–0 | 3–0 | 1–0 |
| 2   | Maranguape        | 16  | 8 | 5 | 1 | 2 | 11 | 4  | +7  | Segunda Fase             |  | 1–0 | —   | 2–1 | 2–1 | 2–0 |
| 3   | Caucaia           | 13  | 8 | 4 | 1 | 3 | 11 | 10 | +1  | Segunda Fase             |  | 0–2 | 1–0 | —   | 1–0 | 0–0 |
| 4   | Atlético Cearense | 8   | 8 | 2 | 2 | 4 | 8  | 14 | −6  |                          |  | 2–2 | 0–0 | 0–4 | —   | 2–1 |
| 5   | Tiradentes-CE     | 1   | 8 | 0 | 1 | 7 | 5  | 18 | −13 | Rebaixado à Série C 2026 |  | 1–2 | 0–4 | 2–4 | 1–3 | —   |

### Grupo B
| Pos | Equipe              | Pts | J | V | E | D | GP | GC | SG  | Classificação            |  | QUI | CRA | GJU | ICA | PTB |
| --- | ------------------- | --- | - | - | - | - | -- | -- | --- | ------------------------ |  | --- | --- | --- | --- | --- |
| 1   | Quixadá             | 16  | 8 | 5 | 1 | 2 | 14 | 11 | +3  | Semifinal                |  | —   | 1–0 | 5–2 | 1–4 | 1–0 |
| 2   | Crato               | 11  | 8 | 3 | 2 | 3 | 13 | 10 | +3  | Segunda Fase             |  | 2–0 | —   | 1–2 | 1–1 | 4–1 |
| 3   | Guarani de Juazeiro | 11  | 8 | 3 | 2 | 3 | 11 | 14 | −3  | Segunda Fase             |  | 0–2 | 3–1 | —   | 2–1 | 0–0 |
| 4   | Icasa               | 11  | 8 | 2 | 5 | 1 | 14 | 7  | +7  |                          |  | 1–1 | 1–1 | 0–0 | —   | 5–0 |
| 5   | Pacatuba            | 5   | 8 | 1 | 2 | 5 | 9  | 19 | −10 | Rebaixado à Série C 2026 |  | 2–3 | 1–3 | 4–2 | 1–1 | —   |

## Fase final
Em itálico, as equipes que possuem o mando de campo do confronto no jogo único ou na primeira partida; em negrito as equipes classificadas.
|  | Segunda Fase | Segunda Fase        | Segunda Fase |  |  | Semifinal | Semifinal     | Semifinal | Semifinal | Semifinal |  |  | Final | Final            | Final |
|  |              |                     |              |  |  |           |               |           |           |           |  |  |       |                  |       |
|  |              |                     |              |  |  | —         | Maranguape    | 1         | 3         | 4         |  |  |       |                  |       |
|  | 2A           | Maranguape          | 1            |  |  | 1A        | Itapipoca     | 2         | 0         | 2         |  |  |       |                  |       |
|  | 3B           | Guarani de Juazeiro | 0            |  |  |           |               |           |           |           |  |  |       | Maranguape (pen) | 1 (5) |
|  |              |                     |              |  |  |           |               |           |           |           |  |  |       | Quixadá          | 1 (4) |
|  |              |                     |              |  |  | —         | Crato         | 3         | 0         | 3 (6)     |  |  |       |                  |       |
|  | 2B           | Crato (pen)         | 0 (8)        |  |  | 1B        | Quixadá (pen) | 1         | 2         | 3 (7)     |  |  |       |                  |       |
|  | 3A           | Caucaia             | 0 (7)        |  |  |           |               |           |           |           |  |  |       |                  |       |

## Premiação
| Campeão Cearense - Série B 2025 |
| ------------------------------- |
| Maranguape Campeão (1.º título) |